# دانشگاه کنت
دانشگاه کنت (انگلیسی: University of Kent) یک دانشگاه تحقیقاتی دولتی در در شهرستان کنت واقع در جنوب‌شرق انگلستان است که در ۴ ژانویه سال ۱۹۶۵ تأسیس شد و منشور سلطنتی خود را دریافت کرد و سال بعد شاهزاده مارینا دوک کنت، به‌طور رسمی به‌عنوان اولین رئیس دانشگاه منصوب شد. پردیس دانشگاه با مساحت ۱۲۰ هکتار در شمال کنتربری واقع شده و حدود ۶۰۰۰ دانشجو را در خود جای داده‌است. این دانشگاه هم‌چنین شعباتی در تونبریج و مدوی دارد و دارای مراکز تحصیلات تکمیلی در شهرهای بروکسل، آتن و پاریس است.

در سال ۲۰۱۴ این دانشگاه در رتبه هشتادم فهرست ۱۰۰ دانشگاه برتر با کمتر از ۵۰ سال عمر (تهیه شده توسط تایمز هایر اجوکیشن) قرار گرفت.

## دانش‌آموختگان مشهور
- کازوئو ایشی‌گورو - نویسنده‌ی بریتانیایی ژاپنی
- تام ویلکینسون - بازیگر انگلیسی
- فو یینگ - معاون وزیر خارجه چین
- همایون کاتوزیان - اقتصاد‌دان و مورّخ
- امیرعباس عیوض‌زاده - طراح گرافیک
- سید عباس عراقچی - دیپلمات
- کامیل احمدی - مردم‌شناس و محقق اجتماعی
- آصف بیات - جامعه شناس